# Italee Lucas
Italee Malina Lucas (Las Vegas, 12 gennaio 1989) è una cestista statunitense naturalizzata angolana.

## Carriera
È stata selezionata dalle Tulsa Shock al secondo giro del Draft WNBA 2011 (21ª scelta assoluta).
Con l'Angola ha disputato tre edizioni dei Campionati africani (2017, 2019, 2021).